# 1717 East Ninth Building
1717 East Ninth Building, también conocido como East Ohio Building, es un rascacielos en el centro de Cleveland (Estados Unidos). Completado en 1959, fue uno de los primeros rascacielos modernistas en la ciudad, junto con el Illuminating Building. Actualmente es 24º edificio más alto de Cleveland, con 84 m.

## Historia
Fue diseñado por el estudio de arquitectura Emery Roth and Sons de Nueva York. Tishman Properties, también de Nueva York, fue el desarrollador. La tierra se abrió en marzo de 1958 y en abril de 1959 se abrió al público. Hay un estacionamiento para 600 autos adjunto a la torre. Fue construido en el sitio de la antigua estación de autobuses Greyhound, después de que Greyhound construyera una nueva terminal de autobuses en Superior Avenue, a pocas cuadras del East Ohio Building en 1948.
East Ohio Gas, el proveedor de gas natural de Cleveland, ocupó la torre hasta su fusión con Dominion Resources, con sede en Richmond. En el nivel del vestíbulo, East Ohio tenía un centro de pago para clientes y exhibiciones de los beneficios de los aparatos de gas natural. Además, tenían un medidor que mostraba cuánto gas natural se suministraba a Cleveland.
El 22 de noviembre de 2006, Sovereign Partners, LLC, con sede en Nueva York, compró el edificio en gran parte vacío por alrededor de 12 millones de dólares. El grupo de compras planeó realizar ciertas mejoras en el edificio, los detalles se anunciaron a principios de 2007. Fue incluido en el Registro Nacional de Lugares Históricos el 23 de enero de 2013.

## Conversión a apartamentos
Los planes anunciados el 22 de marzo de 2012 indican que la torre se convertirá en 223 apartamentos, eliminando una enorme vacante en el distrito comercial central y satisfaciendo la fuerte demanda de nuevos espacios habitables. Entonces se convertirá en el edificio totalmente residencial más alto de Cleveland, Ohio.
El Grupo K & D de Willoughby firmó recientemente un contrato para comprar el edificio de 21 pisos. Los apartamentos llenarán ese vacío a principios de 2014, si K & D logra obtener créditos fiscales y otro financiamiento para su proyecto de 65 millones de dólares.
K & D dijo que abriría el primero de 223 apartamentos en el edificio del centro en julio de 2014 y debería terminar la conversión de para agosto de 2015.